# Acalypha umbrosa
Acalypha umbrosa é uma espécie de flor do gênero Acalypha, pertencente à família Euphorbiaceae.